# 曼塔奇 (密西西比州)
曼塔奇（英語：Mantachie）是位於美國密西西比州伊塔萬巴縣的城鎮。

## 人口
根據2020年美國人口普查的數據，曼塔奇的面積為11.18平方千米，當中陸地面積為11.15平方千米，而水域面積為0.03平方千米。當地共有人口1121人，而人口密度為每平方千米100人。